# Nadia Benjaidi
Nadia Benjaidi, née le 22 septembre 1990, est une escrimeuse marocaine.

## Carrière
Nadia Benjaidi est médaillée de bronze en sabre par équipes aux Championnats d'Afrique d'escrime 2008 à Casablanca.